# Arhopala helianthes
Arhopala helianthes är en fjärilsart som beskrevs av Grose-smith 1902. Arhopala helianthes ingår i släktet Arhopala och familjen juvelvingar. Inga underarter finns listade i Catalogue of Life.

## Bildgalleri

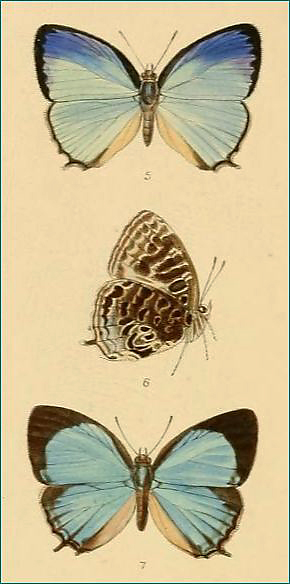